# Юбилейная площадь (Великие Луки)
Юбилейная площадь — площадь в городе Великие Луки. Находится в заречной части города, в районе городского парка культуры и отдыха. Названа в честь 800-летнего юбилея города. Площадь расположена между набережной Александра Матросова и улицей Лизы Чайкиной. От Юбилейной площади на северо-запад отходит улица Тимирязева.

## История
Пятницкая площадь на левом берегу реки Ловать известна с 1790 года. Своё название она получила по нахождению на ней Входоиерусалимского храма, который имел Пятницкий придел.
В 1920 году Пятницкая площадь была переименована в площадь Тимирязева — в честь русского учёного-естествоиспытателя Климента Арка́дьевича Тимиря́зева. 16 июня 1966 года, в честь 800-летнего юбилея города Великие Луки, площадь Тимирязева была переименована в Юбилейную.

## Объекты
Жилые здания
- Пятиэтажный многоквартирный жилой дом (пл. Юбилейная, 1/6) — построен в 1963 году на углу набережной Александра Матросова[3].
- Пятиэтажный многоквартирный жилой дом (пл. Юбилейная, 3) — построен в 1963 году[4].

Учреждения
- Средняя школа № 1 (пл. Юбилейная, 2)[5].
- Великолукская государственная академия физической культуры и спорта (пл. Юбилейная, 4).
- Общежитие ВЛГАФК (пл. Юбилейная, 4к1).
- Бассейн ВЛГАФК (пл. Юбилейная, 4к2).

Снесенные и уничтоженные объекты
- Входоиерусалимская (Пятницкая) церковь — каменная церковь построена в первой половине XVIII века на месте старой деревянной церкви. Освящена в 1731 году. В 1930 году церковь была закрыта, а здание передано в распоряжение горсовета для использования под общежитие и клуб учащихся, или для иной культурно-просветительной цели. Здание храма сильно пострадало во время Великой Отечественной войны. В 1947 году Постановлением Совета Министров РСФСР № 389 здание Пятницкой церкви было признано памятником архитектуры и бралось под охрану государства. Однако в 1953 году церковь была окончательно снесена, а на её месте в центре площади разбит сквер[6].

## Достопримечательности
- Памятный знак в честь первого летописного упоминания города Великие Луки — находится в юго-восточной части площади, в конце набережной Александра Матросова. Закладка памятного камня на месте будущего обелиска состоялась 17 июля 1966 года в рамках праздничных мероприятий на Юбилейной площади. На шлифованной поверхности чёрного камня высечены слова: «Здесь будет сооружён обелиск в ознаменование 800-летия Великих Лук. Заложен 17 июля 1966 года по решению исполкома городского Совета депутатов трудящихся». Под камень была заложена капсула времени из нержавеющей стали с обращением великолучан к своим потомкам — будущим жителям города 2000 года. В 1980-е годы камень убрали и началось строительство обелиска. Однако памятник несколько последующих лет стоял недостроенным. В 2015 году городские власти объявили конкурс на проект реконструкции этого памятного знака. В итоге памятник получил название в честь первого летописного упоминания Великих Лук в 1166 году. Основа нового памятного знака, который был создан на основе старого, символизирует образ лука, шлема витязя и очертания православного храма. На вершине памятника стоит металлическая славянская ладья, указывающая на причастность Великих Лук к древнему водному пути «из варяг в греки». В нижней части памятника было установлено кольцо с надписями[7].

## Транспорт
Ближайшая остановка общественного транспорта "Кинотеатр «Родина» находится на проспекте Ленина.
- Автобус № 6, 9, 13
- Маршрутное такси № 1, 1а, 2, 2а, 4, 4б, 5, 11, 12а, 19, 26, 59